# Towhidi Tabari
Towhidi Tabari, in persiano توحیدی طبری‎ (Babol, 15 giugno 1974), è un miniatore, pittore e calligrafo iraniano.
Al momento vive a Parigi.
È membro dell'Associazione dei Calligrafi Iraniani, dell'Associazione internazionale delle arti plastiche, della "Maison des artistes de France" e del Centro di arti plastiche del Ministero della Cultura Iraniano.

## Biografia
Towhidi Ṭabarī inizia a studiare la calligrafia a 14 anni con Mohammad-Zaman Ferasat e Mehdi Fallah originari della sua stessa città natale, in seguito a 19 anni raggiunge l'istituto dell'Associazione dei Calligrafi Iraniani a Téhéran dove studia con i maestri Gholam-Hossein Amirkhami e Yadolla Kaboli fino al 1989, allo stesso tempo è studente in Belle Arti, Arti grafiche e Arti tradizionali iraniane.
Towihidi Tabari è uno specialista in calligrafia degli stili Nasta' liq e Shekasteh.

## Esposizioni e festival
Calligrafo riconosciuto internazionalmente, a partire dal 1986 ha organizzato più di 50 esposizioni personali in America, Asia, Europa e Iran ed ha partecipato anche a più di 100 esposizioni collettive, nazionali e internazionali. È stato premiato in diversi festival nazionali e internazionali quali:
- Premio e diploma del Festival d'arte TAWHID a Teheran, Iran, 1998;
- Certificato del Museo d'Arte Contemporanea di Teheran, Iran, 1999;
- Premio e diploma del festival d'Arte Sacra di Teheran, Iran, 2000;
- Diploma e medaglia della Scuola delle belle Arti del Libano, 2002;
- Lettera di ringraziamento del presidente Jacques Chirac, 2003;
- Medaglia Gustave Caillebotte della città di Yerres, 2004;
- Certificato dell'Accademia delle belle Arti di Zagabria, Croazia, 2004.